# Naren Kumar
Pour les articles homonymes, voir Kumar.
V. R. Naren Kumar, né le 29 juillet 1974, est un ancien pilote de rallyes indien, qui a pris sa retraite sportive le 22 juillet 2011, à 37 ans, après 18 années de carrière sportive.

## Biographie
Ce pilote a débuté la compétition automobile en 1993 en tant que petit pilote privé, puis en 1994 au Cotton City Challenge de Coimbatore avec le MRF Team.
Sa première victoire nationale remonte à 1995.
Ses principales équipes en INRC national furent les Team MRF, Team Naren JK Rally, et Team Red Rooster Racing.
En APRC (championnat d'Asie-Pacifique) il fit partie du Team Sidvin India Rally et du Team Red Rooster Racing en 2007, et en P-WRC du Team Sidvin India en 2008 grâce au quadruple champion du monde WRC Tommi Mäkinen, sur Subaru Impreza sponsorisée par Sidvin Core-Tech company (une entreprise de fabrique d'huiles et de gaz basée au Bangalore).
Son team manager fut le plus souvent N Leelakrishnan, mais aussi N.Leela Krishnan chez Red Rooster Racing en 2010.

## Palmarès

### Titres
- Champion d'Asie des Rallyes de Zone 1: 2001, sur Honda Civic de Team JK Rally;
- Septuple vainqueur du Championnat d'Inde des Rallyes (en) (ou INRC, sous l'égide des fédérations FMSCI et MAI), en:
  - 1999 (copilote Farooq Ahmed, sur Maruti Esteem Group A de MRF);
  - 2000 (copilote Dorairaj Ramkumar, sur Maruti Baleno Groupe A de MRF);
  - 2002 (copilote D.ramkumar, sur Honda Civic City Group A de MRF);
  - 2003 (copilote D.Ramkumar, sur Honda Civic City Group A de MRF);
  - 2005 (copilote D.Ramkumar, sur Maruti Baleno Groupe A de JK Rally);
  - 2006 (copilote D.Ramkumar, sur Maruti Baleno Groupe A de JK Rally);
  - 2010 (copilote D.Ramkumar, sur Mitsubishi Cedia Groupe A de Red Rooster Racing).
- Vice-champion d'Inde des rallyes, en 2001 (Honde Civic), et 2004 (Honda Civic) (car concourant également en APRC ces années-là);
- 4e du championnat Asie-Pacifique des rallyes, en 2007 (et 1er pilote privé du classement, pour "Naren sponsoring" avec Sidvin India Rally et Red Rooster Racing);
- 7e du Groupe N du championnat Asie-Pacifique des rallyes, en 2002.

### ...dernière victoire
- ...2010: Rallye du Jodhpur.

### Podiums en APRC
- 2e du rallye d'Inde en 2002, sur Mitsubishi Lancer Evo Vii, du team MRF Tyres;
- 4e du rallye d'Inde en 2004, idem.